# Cryptorama holosericeum
Cryptorama holosericeum är en skalbaggsart som först beskrevs av Leconte 1878.  Cryptorama holosericeum ingår i släktet Cryptorama och familjen trägnagare. Inga underarter finns listade i Catalogue of Life.